# Сана (жупа)
Сана је била средњовековна босанска жупа у долини реке Сане. Чинила је земљу Доњи Краји.

## Историја
До 13. века жупа Сана се не помиње у историјским изворима. Најстарији средњовековни документ у коме се пише о овим крајевима је повеља угарског краља Беле IV (1235-1270) од 20. јула 1244. године. Поред Усоре и Соли, помињу се и ови крајеви, за време владавине Матеје Нинослава. У овој повељи помињу се жупе Санска, Дубичка, Мренска и Врбаска. Оне су чиниле земљу Доњи Краји. Доњи Краји најпре захватали подрчје јужније од Санског Моста, да би се касније проширили на север, на подручје средњег тога Сане. Сански жупан (кнез) Михаило помиње се 1258. године. Михаило је 15. марта 1264. године продао земљу "крала" опатији топуској. Извори говоре о жупи Сани и 1278. године. Према једном документу из 30. марта 1304. године, Доњи Краји су били насељени патаренима због чега је дошло до сукоба између бана Младена Шубића и Хрватина Стјепанића. Сана је у црквеном погледу имала свој дистрикт везан за загребачку бискупију (1334. године). У граду Сани је 1328. године издата повеља. Краљ Остоја (1398-1404/1412-1418), као и војвода Хрвоје Вукчић, долазе у Сану 1404. године. Као један од сведока повеље војводе Хрвоја из 1412. године помиње се и Гашпар Дијанишевић из Сане. У ратовима босанског краља и властеле против угарског краља Жигмунда Луксембуршког (1387-1437), жупа Сана пада под угарску власт 1413. године. Он ју је освојио од Хрвоја Вукчића и доделио ју је на управу благајским кнезовима. Против Хрвоја је устала и остала босанска властела те је он потражио помоћ Турака Османлија. Жигмундова војска тешко је поражена 1415. године у бици код Добоја. Турци су идуће године допрли до Стона и Храсна у Херцеговини. Ипак, жупа Сана остала је у Жигмундовим рукама. Угарски краљ спомиње се у једној повељи издатој 1425. године. Кнез Сане, Јурај Мишљеновић, спомиње се у повељи од 12. августа 1434. године. Сана је у наредном периоду била поприште борби Угарско-турских ратова да би 1499. године коначно ушла у састав Османског царства. Каменград постаје једно од главних турских упоришта. Каменград је постао седиште нахије која је обухватала велики део санске жупе. Након укидања Бихаћког санџака и реорганизације Босанског пашалука, Каменград постаје седиште новог кадилука. Такав статус имали су и Бања Лука, Јајце, Бихаћ и други велики градови. Постојале су две нахије Сана о чему сведоче два турска дефтера. Касније је формирана Санска капетанија.